# Sinoradlkofera
Sinoradlkofera là một chi thực vật thuộc họ Sapindaceae. Chi này có các loài sau (tuy nhiên danh sách này có thể chưa đủ):
- Sinoradlkofera minor, (Hemsl.) Meyer